# Электромагнит (грузозахват)
Грузоподъёмный электромагни́т — автоматический грузозахватный орган при подъёме и транспортировке стали, чугуна и отходов чёрных металлов. Краны, снабжённые таким грузозахватным органом, принято называть магнитными. Грузоподъёмные магниты используются на различных кранах (автомобильных, гусеничных, железнодорожных, мостовых, козловых, пневмоколёсных и др.), в том числе специальных металлургических мостовых кранах (пратцен-кранах, магнито-грейферных).

## Описание
Электрический ток к катушке электромагнита подводится гибким кабелем, навиваемым на специальный барабан, имеющий кольцевой токоприёмник, кабельный барабан связан с выходным валом редуктора механизма подъёма при помощи зубчатой передачи с паразитной шестерней.
Этим обеспечивается равенство скоростей кабеля и крюка с подвешенным к нему электромагнитом. Диаметр барабана принимается не менее 10 наружных диаметров гибкого кабеля. Крюковая обойма магнитных кранов снабжается приспособлением для предотвращения вращения крюка в горизонтальной плоскости, а сам крюк — замком, предохраняющим выпадение из зёва крюка цепей грузового электромагнита.
Номинальная грузоподъёмность электромагнита составляет:
- 40% номинальной грузоподъёмности — при подъёме рельсов и труб[2].
- 15% номинальной грузоподъёмности — при подъёме стальных листов[2].
- 2,5% номинальной грузоподъёмности — при подъёме размельчённой стальной стружки[2].
- 1,5% номинальной грузоподъёмности — при подъёме обычной стальной стружки[2].

Допускается работа электромагнита с грузами, имеющими температуру до 500 °C, так как при более высокой температуре у стали и чугуна уменьшаются магнитные свойства. Новые серии электромагнитов ЭМГ, ЭМГС, ЭМГК, ЭМГП, ЭМГБ, ЭМГР, ЭМГТ могут работать с грузами до 650 °C.

### Принцип действия
Рабочий цикл электромагнита:
- Магнит опускают на груз.
- Груз, удерживаемый магнитом, переносят на нужное место.
- Магнит выключают, а груз освобождается.

### Достоинства и недостатки
Достоинства электромагнитов: 
- Удобство работы и простота управления.
- Быстрая смена на крюке крана.

К недостаткам относят: 
- переменную грузоподъёмность.
- невозможность подъёма грузов, нагретых до температуры более 800 °C.

Грузоподъёмные электромагниты в СССР выпускались круглой (серии М) и прямоугольной формы (серии ПМ) согласно ГОСТ 10130-79Е грузоподъёмностью 6 — 20т и 7 — 17т соответственно.
На сегодняшний день электромагниты серии М и ПМ сняты с производства и на замену им выпускаются круглые электромагниты серии ЭМГ и специальные электромагниты, в том числе прямоугольные — серий ЭМГС, ЭМГК, ЭМГП, ЭМГБ, ЭМГР, ЭМГТ.

## Круглые электромагниты
Круглые предназначаются для подъёма и транспортировки стальных и чугунных грузов небольших размеров и неопределённой формы (плит, болванок, чугунных чушек, скрапа, стружки и пр.). Специальные модели круглых электромагнитов (M-40) применяются для подъёма бойных шаров при дроблении крупного чугунного металлолома на копровых участках металлургических заводов. Благодаря сферической конструкции его полюсов этим электромагнитом удобно захватывать бойный шар диаметром 1350 мм, массой 10 т.
Ранее в СССР выпускались электромагниты серии М только диаметром 78, 117, 165 см. Сегодня гамма круглых электромагнитов для переноски скрапа, металлолома, стружки, шихты существенно расширена.
Электромагниты серии ЭМГ представлены диаметрами 78, 117, 130, 140, 155, 165, 180, 200, 230 см, имеющих соответствующую грузоподъёмность на скрапе 3А по ГОСТ 2787-75 от 200 кг до 2.8 т. Дополнительно выпускаются электромагниты серии ЭМГ для выгрузки скрапа из вагонов прямоугольной формы, размером от 230х150 см до 350х220 см, с соответствующей грузоподъёмностью на скрапе 3А по ГОСТ 2787-75 от 2.2 т до 4 т.
Квадратные электромагниты серии ЭМГ предназначены для зачистки вагонов и автомобилей после выгрузки грейфером мобильного экскаватора или перегружателя. Любой электромагнит может быть оборудован специальной траверсой, которая позволяет захватывать электромагнит грейфером мобильного экскаватора или перегружателя и работать электромагнитом не снимая грейфер. С бойным шаром может работать любой электромагнит круглой серии ЭМГ, для этого к нему прибирается специальная накладка на полюс.

## Прямоугольные электромагниты
Прямоугольные электромагниты предназначены в основном для транспортировки стальных и чугунных длинномерных грузов (рельсов, балок, труб и т. д.). Обычно применяются два или три таких электромагнита, работающих на общей траверсе.
На сегодняшний день на замену прямоугольным электромагнитам серии ПМ пришли сразу несколько серий электромагнитов:
- прямоугольные электромагниты серии ЭМГ — являются аналогами электромагнитов серии ПМ.
- Электромагниты ЭМГ110-64-СТ и ЭМГ170-70-СТ — предназначены для перегрузки слябов, рельс, блюмсов с температурой до 650 °C и имеют более высокие характеристики.

1. Электромагнит ЭМГ110-64-42 — выпускается вместо электромагнита ПМ-15.
2. Электромагнит ЭМГ170-70-41 — выпускается вместо электромагнита ПМ-25.

Для других видов грузов также применяются специальные электромагниты:
- Серия ЭМГС — для переноски слябов, листовой стали в пачках или поштучно, прямоугольных труб в пачках или поштучно.
- Серия ЭМГК — для переноски бунтов и пачек большого диаметра из арматуры, круга, катанки, труб.
- Серия ЭМГП — для переноски пачек среднего диаметра из арматуры, круга, катанки, труб.
- Серия ЭМГТ — для перегрузки труб большого диаметра. Электромагниты данных серий могут использоваться на траверсе.

Электромагниты серии ЭМГР и ЭМГБ предназначены для перегрузки рулонной стали с торцевой и боковой стороны.